# مروپنم/وابورباکتام
مروپنم/وابورباکتام(به انگلیسی: Meropenem/vaborbactam)، با نام تجاری Vabomere و دیگر نام‌ها فروخته می‌شود، یک داروی ترکیبی است که برای درمان عفونت‌های حاد ادراری، عفونت‌های حاد شکمی و ذات الریه ناشی از عفونت بیمارستانی به کار می‌رود. این دارو حاوی مروپنم(یک آنتی بیوتیک بتا-لاکتامی)و وابرباکتام (یک مهارکننده بتا-لاکتاماز) می‌باشد. این دارو به صورت تزریق وریدی تجویز می‌شود. 
عوارض جانبی شایع شامل سردرد، التهاب در محل تزریق، تهوع، اسهال، التهاب کبد و هیپوکالمی است. عوارض جانبی شدید ممکن است شامل آنافیلاکسی ، تشنج و انتروکولیت با غشای کاذب باشد. هنوز مشخص نیست که آیا استفاده در دوران بارداری بی خطر است یا خیر.  مروپنم با مسدود ساختن توانایی باکتری در ساخت دیواره سلولی باکتریایی عمل می‌کند و وابورباکتام از تخریب شدن ساختار بتالاکتام در مروپنم توسط برخی بتا-لاکتامازها جلوگیری می‌کند. 
این ترکیب برای استفاده پزشکی در ایالات متحده در سال ۲۰۱۷ و اروپا در سال ۲۰۱۸ تایید شد. این دارو در فهرست داروهای ضروری سازمان بهداشت جهانی، ایمن‌ترین و موثرترین داروهای مورد نیاز در یک سیستم بهداشتی قرار دارد.